# 銀河英雄伝説の舞台
銀河英雄伝説の舞台（ぎんがえいゆうでんせつのぶたい）では、田中芳樹の小説、およびそれを原作としたメディアミックス作品に登場する、固有の建物名・地名について挙げる。
なお原作にないメディアミックス作品オリジナルのものについては、便宜上、OVA版（石黒監督版アニメ）については名称に「（OVA）」を、道原かつみ版コミックについては「道原版」を、藤崎竜版コミックについては「藤崎版」を付している。

## 星域・天体

### 帝国本土
銀河連邦時代（銀河帝国成立以前）までに人類の到達した領域を包含する。
原作には記述がないが、OVA版の設定では銀河系のオリオン腕（太陽系のある腕）にあるとする。
アムリッツァ星系
イゼルローン回廊の銀河帝国側出口付近の恒星系のひとつ。本伝1巻で帝国領に侵攻した同盟軍艦隊とラインハルト率いる帝国軍艦隊の艦隊決戦の戦場。
アルヴィース（OVA）
OVA第15話、帝国領侵攻作戦においてミッターマイヤー艦隊とアル・サレム率いる第9艦隊が戦った星系。
アルテナ星系
本伝2巻、リップシュタット戦役の序盤で戦場となった星系。
恒星アルテナ
イゼルローン要塞が周回する壮年期の恒星。上記アルテナ星系との関連は不明。
アルメントフーベル星系
探検家としても知られるアルフレット・グリルパルツァーは、同星系第2惑星に関する論文で帝国地理博物学協会への入会を認められたとされる。
ヴァルハラ星系
オーディン
ゴールデンバウム朝銀河帝国の首都星。皇宮である新無憂宮周辺には銀河帝国の中枢となる官庁群が並ぶが、皇帝への不敬を避けるため高層建築はなく、衛星も宮殿直上を通らないようにされている。
ヴァンステイド（OVA）
OVA第15話、帝国領侵攻作戦において、メックリンガー艦隊とアップルトン率いる第8艦隊が戦った星系。
ヴェスターラント
ブラウンシュヴァイク公の私領。辺境にしては多い200万人の住人が居住していた乾燥性の惑星で、オアシスを中心に農耕と希土類元素の採取が行われていた。惑星環境そのものは良好であり、平和な時代であれば他の惑星から大量の水を運び込んで開発が進んだであろうとされている。リップシュタット戦役の最中に民衆叛乱が発生し、ブラウンシュヴァイク公は報復として核攻撃による虐殺を起こした。大貴族から民心を離反させるためあえて見殺しにしたラインハルトはキルヒアイスと対立し、キルヒアイスの死の遠因となった。
カストロプ星系
本伝第1巻において、カストロプ公の息子マクシミリアンが反乱を起こし、キルヒアイスに鎮圧された地（カストロプ動乱）。
ラパート（OVA）
カストロプ公爵家私領の主星。惑星上では古代ギリシア風の建物が並んでいる。
キフォイザー星域
本伝第2巻、リップシュタット戦役において、宇宙艦隊副司令長官ジークフリード・キルヒアイス率いる艦隊と、貴族連合軍の副盟主リッテンハイム侯率いる艦隊が、艦隊決戦を行った戦場。
クラインゲルト（OVA）
OVA第13話の主な舞台。クラインゲルト子爵の私領で、イゼルローン回廊の銀河帝国側出口付近に存在する。青年時代のケスラーが過ごしていた土地であり、同盟軍の帝国領侵攻作戦に伴いケスラーは再びこの地を訪れることになる。
ゾースト
ガス状惑星。人工衛星「クロイツナハIII」を有する。
クロイツナハIII
読み方は「クロイツナハ ドライ」。外伝「汚名」の舞台となる、娯楽/リゾート施設が整備された商用の人工衛星。「汚名」では、アスターテ会戦直前のキルヒアイスが休暇に訪れ、サイオキシン麻薬事件に関わる事になった。宿泊施設を始め、酒場、カジノ、売春宿、ドッグレース場などの幅広い娯楽施設が揃っている。
ダンク（OVA）
イゼルローン回廊の銀河帝国側出口付近に存在する惑星。同盟軍の帝国領侵攻に伴いケスラーの部下ニードリヒが食料の引き上げを行った。
ドヴェルグ星域（OVA）
OVA第15話、帝国領侵攻作戦において、キルヒアイス艦隊とホーウッド率いる第7艦隊、次いでヤン率いる第13艦隊が戦った。
トラーバッハ星域
リンダーホーフ侯エーリッヒ（後のエーリッヒ二世）率いる艦隊が、アウグスト二世配下の艦隊を破った星域。
ハーフェン（OVA）
イゼルローン回廊の銀河帝国側出口付近に存在する惑星。同盟軍の帝国領侵攻に伴いケスラーの部下ゾンダークが食料の引き上げを行った。
ビルロスト（OVA）
OVA第15話、帝国領侵攻作戦において、ロイエンタール艦隊とビュコック率いる第5艦隊が戦った星系。
ペテルギウス方面
中尉に昇進したルドルフ・フォン・ゴールデンバウムの配転先。配属当時「宇宙海賊たちのメイン・ストリート」と呼ばれる危険地帯だったが、ルドルフは苛烈なやり方で宇宙海賊を壊滅させ、称賛を得た。
ボルソルン（OVA）
OVA第15話、帝国領侵攻作戦において、ルッツ艦隊とボロディン率いる第12艦隊が戦った星系。
ヤヴァンハール（OVA）
OVA第15話、帝国領侵攻作戦において、ケンプ艦隊とヤン率いる第13艦隊が戦った惑星。
ヨーツンヘイム星系
キュンメル事件時、ミッターマイヤーが演習を査閲していた星系。
リゲル航路
20歳で少尉に任官したルドルフ・フォン・ゴールデンバウムは、法務将校としてリゲル航路警備部隊に配属された。ルドルフによる綱紀粛清に閉口した上官らにより、ルドルフは中尉に昇進させられ、ペテルギウス方面に配転となる。
リューゲン
帝国領侵攻作戦において、ビッテンフェルト艦隊とウランフ率いる第10艦隊が軌道上で戦った惑星。OVAでは有人惑星であり、被弾し推力を失って惑星に落ちる艦艇を多数の住民が目撃した。
レージング（OVA）
OVA第15話、帝国領侵攻作戦において、ワーレン艦隊とルフェーブル率いる第3艦隊が戦った惑星。

#### 地球近傍宙域
西暦2630年当時、人類の生存圏は太陽系を中心に半径94光年だった。この頃は進取の気性も辺境開発熱も冷めており、人類生存圏の拡張はほぼ停止していた。
太陽系
キュンメル事件時、ラインハルトの命令で帝国軍務省が進めていた帝国全土の軍管区再編では、第九軍管区（当時は司令官も司令部も実在していない）に属する予定とされていた。
地球
人類発祥の惑星。「テラ」とルビが振られる。作中現在は銀河帝国辺境の一惑星に過ぎない。「一三日戦争」と続く90年間の戦乱の結果、2129年の地球統一政府（GG）成立時の人口は約10億人まで激減した。その後の地球統一政府最盛期には100億人の人口を誇った宇宙で最も栄えた惑星の一つとなったが、約900年前のシリウス戦役で反地球連合軍（黒旗軍/BFF）の無差別攻撃によって壊滅的打撃を被った。かろうじて生き残った人々も不毛な星と化した地球を見放して出ていき、他の惑星も地球をそのまま放置したため、地球上では最初は生き残った地球人同士での生存のため、次いで信仰を巡った内戦を招いた。
本伝現在の人口は約1000万人と最盛期とは比較にもならないほどに寂れ、資源も産業も存在しない潜在的価値を喪失した無価値な惑星とみなされており、帝国（旧銀河連邦）も地球の施政権をほぼ放置し、地球教団が支配する状態となっていた。地球教団以外の者にはほぼ忘れ去られており、人類発祥の惑星という知識上の存在となっている。
既に海にも空にも生命はなく、地球各地には統一政府時代の都市残骸が遺跡のように点在するという荒れ果てた惑星と化しており、大地が汚染されている状態が続いている。
ブリスベーン
西暦2129年に成立した地球統一政府（GG）の首都に選定された都市。南半球に位置し戦乱の被害が少なく、当時の地上最大の経済圏の一部であり、広大な土地資源に恵まれ、13日戦争の二大戦犯国から遠く離れていたのが選定理由とされる。
カンチェンジュンガ山地下のシェルター
地球統一政府（GG）最末期の地球統一政府首都疎開先。黒旗軍（BFF）による地球への全面総攻撃には耐えたものの（この時カンチェンジェンガの峰は、頂上から1000メートル余を吹き飛ばされている）、BFFは降下し地上からシェルターに注水、水没させた。作品時代の跡地は地球教本部として使われていた。宇宙暦799年/新帝国暦1年7月27日地球教本部に対して開始された地球教討伐作戦の結果、地球教徒自身による本部の自爆で多くの区域が落盤し、その上の地表10キロ四方ほどが陥没した。
月
地球唯一の衛星。地球統一政府（GG）時代には月面都市（ルナシティ）に宇宙省本部が置かれ、西暦2200年代の半ばには月面都市の人口はブリスベーンを凌駕して「太陽系の首都」と呼ばれることもあった。
火星
太陽系の一惑星。地球統一政府（GG）成立前の人類足跡の最遠方。
イオ
木星の衛星。宇宙開発初期の西暦2166年から地球統一政府により開発基地が建設され、第一次恒星移民団が進発した。
アステロイド・ベルト
火星と木星の間にある小惑星帯。シリウス戦役末期において地球軍はここを最終防衛線とした。
冥王星
地球統一政府（GG）時代の西暦2180年に進発した探査団の目標。
アルタイル星系
第7惑星
銀河帝国の流刑星で、ドライアイスの氷河が存在する酷寒の惑星。アーレ・ハイネセンらの流刑先で、「長征1万光年」の出発点。
アルデバラン星系
第2惑星テオリア
ラグラン・グループ崩壊後の混乱を収束して設立した銀河連邦（USG）の首都星。
アルファ・ケンタウリ
地球統一政府時代の西暦2253年、超光速航行の実現前に送られた人類最初の恒星間探査船の進発目標だったが、20年を経ても帰還しなかった。
ヴェガ星域
シリウス戦役において2度の会戦が行われた。第二次ヴェガ星域会戦では圧倒的多数であるはずの地球軍艦隊がBFFに敗退するなどの醜態を示した。
カノープス星系
ワープ航法実用化後、地球統一政府時代の西暦2402年、太陽系以外で最初に居住可能惑星が発見され、人類は恒星間移住時代を迎えた。
シリウス星系
西暦時代には反地球政府の急先鋒であり、地球政府崩壊後は汎人類評議会を掌握し、ほんの一時期のみ人類社会の中心となった。しかし中枢であったラグラン・グループが崩壊すると求心力を失い、BFFの分裂抗争により完全に統制を失った。
第6惑星ロンドリーナ
シリウス星系の首都星。西暦2691年に開戦したシリウス戦役では地球軍に電撃的に強襲され、特にラグラン市は徹底的に破壊・略奪された。

プロキシマ星系
第5惑星プロセルピナ
ラグラン・グループの4人（カーレ・パルムグレン、ウインスロー・ケネス・タウンゼント、ジョリオ・フランクール、チャオ・ユイルン）が初めて出会った星。シリウス戦役当時は中立地帯であった。

### 同盟側（新領土）
帝国から逃亡し50年にわたる「長征1万光年」を乗り越えた共和主義者たちが辿り着いた地。発見された「安定した壮年期の恒星群」には古代フェニキア神話の神々の名前が与えられたとされる。
銀河統一後の新銀河帝国では旧自由惑星同盟領を「新領土」（ノイエ・ラント）と称した。初代総督にはオスカー・フォン・ロイエンタール元帥が任命された。
原作には記述がないが、OVA版の設定では銀河系のサジタリウス腕にあるとする。
アスターテ
本伝第1巻において、本伝中最初の戦いであるアスターテ会戦が行われた。イゼルローン回廊の自由惑星同盟側出口付近の恒星系のひとつ。
アルレスハイム
イゼルローン回廊の自由惑星同盟側出口付近の恒星系のひとつ。「汚名」に登場する帝国軍カイザーリング中将の艦隊が同盟軍艦隊に敗北した星域。
ヴァラーハ（道原版）
有人惑星。アルテミスの首飾りに類する軍事衛星を配備する計画があったが、アムリッツァの敗戦による予算不足から計画実施には至らなかった。
エリューセラ星域
バーミリオン会戦においてミッターマイヤーが攻略に向かった星域。
エル・ファシル
イゼルローン回廊の自由惑星同盟側出口付近の恒星系のひとつであり、またその恒星系の有人惑星。300万人の人口を抱えている。イゼルローン回廊の同盟側出口付近の恒星系は帝国と同盟の係争地となっているが、エル・ファシルは一般市民も多数居住する作中で描写された中では唯一の有人惑星である（他にも係争地となっている有人惑星が存在するか否かは、作中では言及されていない）。若き日のヤン・ウェンリー中尉が帝国軍の侵攻にあたって民間人を安全に退避させ英雄となった。同盟降伏後はエル・ファシル革命政府を名乗り、同盟を離脱し、帝国に対抗する。
カッシナ（OVA）
シドニー・シトレの故郷で、彼は軍を退役した後この地に帰り養蜂を営んでいる。
カッファー
救国軍事会議のシンパがハイネセンでのクーデターに先立って蜂起した星の一つ。
ガンダルヴァ星域
同盟領の辺境に位置する星域で、バーラトの和約成立後は後述するウルヴァシー諸共星域全体が帝国領に編入された。
ウルヴァシー
帝国の新領土となった旧同盟領において、大規模な帝国軍艦隊が駐留する惑星。野望篇時点で人口約10万人、水資源はあるが未開拓で、企業が独占的な惑星開発に失敗した結果放置されている。「神々の黄昏」作戦以降、ラインハルトにより、帝国軍の恒久的な基地とするべく改めて開発が進められた。

シヴァ星域
惑星ハイネセンよりおよそ12日の行程の位置にある星域。イゼルローン共和政府艦隊と帝国艦隊がシヴァ星域の会戦を行った。
ジャムシード星域
ハイネセンからフェザーン側で最も遠い有人惑星を有する。
シャンプール
救国軍事会議のシンパがハイネセンでのクーデターに先立って蜂起した星の一つ。イゼルローンからハイネセンへの航路上にあったため、薔薇の騎士連隊が地上に降下、奪回した。
シュパーラ星系
同盟におけるフェザーン回廊側の情報収集の拠点。
スヴァログ星系（道原版）
この星系の巡視艦隊を率いる女性士官が、ドーリア会戦後、ハイネセンに向かっていたヤン艦隊への支持を表明し、後方の治安を守ることをヤンに約した。
ダゴン星域
帝国と同盟のはじめての大規模な戦いとなったダゴン会戦が行われた。「まるで巨大な迷宮だ」と帝国軍のインゴルシュタット中将に言わせたほど、艦隊運動が困難で索敵が不安定になる星域。
藤崎版ではレグニッツァ上空戦の直前、ボロディン率いる同盟軍第12艦隊が橋頭保とするために派遣された。
タッシリ星域
バーミリオン星域会戦に先立ってヤンが行ったゲリラ戦の舞台のひとつ。
タナトス星系
惑星ハイネセンより480光年の距離にある。惑星エコニアを含む星系で同盟領土の中でも辺境に位置し、交通の便も悪い。
エコニア
同盟軍エコニア捕虜収容所が存在する。人口は16～17万程度と希薄で、僅かな緑化地域に総人口が集中している。唯一の都市はエコニアポリス。辺境のため定期貨客船が月に一度しか来ず、脱走しても惑星内外に逃げ場のない立地のため捕虜達も夜間以外は収容所の外に比較的自由に外出することができ、アルバイトで小遣いを稼ぐ事すらある。

ドーリア星域
救国軍事会議のクーデター時、ヤン艦隊と救国軍事会議側の同盟軍第11艦隊がドーリア星域の会戦を行った星域。
ネプティス
救国軍事会議のシンパがハイネセンでのクーデターに先立って蜂起した星の一つ。
バーラト星系
自由惑星同盟の首都星ハイネセンを含む星系。自由惑星同盟滅亡後、イゼルローン政府の抵抗により、帝国内での自治権を勝ち取る。
ハイネセン
バーラト星系第4惑星。自由惑星同盟の首都星。帝国暦218年、長征1万光年を遂げた共和主義者が発見したバーラト星系の可住惑星で、亡きリーダー、アーレ・ハイネセンの名がつけられた。ここで自由惑星同盟の成立と宇宙暦の復活が宣言された。本伝時の人口は10億人。
衛星軌道にはアルテミスの首飾りが配置されていたが、クーデター鎮圧の際ヤンによって破壊された。
ハイネセンポリス
惑星ハイネセンの北半球落葉樹林気候帯にある同盟の首都。同盟軍統合作戦本部等が配置された軍事中枢地区は、ハイネセンポリス中心部から100kmほど離れている。
なお、ハイネセンポリスでは高度な交通管制システムが整備され、住民は自動車での移動時には自ら運転することなく、ただ目的地を入力するだけで移動が出来るが、劇中時点においては多くの人手が軍隊にばかり回されている関係でそれ以外の分野が人手不足に陥っていることから、システム障害が発生して十分に機能していない様子が描かれている。
シルバーブリッジ街
ハイネセンポリスの一角で、高級士官の官舎が立ち並んでいる。少将時代のヤンの官舎はシルバーブリッジ街24番地に存在する。
メープルヒル
ハイネセンポリス郊外の高級住宅街。17番地にアルフレッド・ローザス退役大将が在住している。メープルの名の通り街路には楓の木が植樹されており、葉が舞い落ちる様子を見てヤンは「恋人とでも歩けたら」と考えていた。
クラムホルス
ハイネセン辺境にある小さな町。銀河帝国正統政府崩壊後、ランズベルク伯爵がエルウィン・ヨーゼフ二世を連れて潜伏していた場所。
テルヌーゼン
ハイネセンの「隣の惑星」で、物語冒頭でのジェシカ・エドワーズの居住地。ジェシカはテルヌーゼン惑星区から代議員に選出された。OVAでは同名の都市が惑星ハイネセン第二の都市となっており、同盟軍士官学校の所在地とされる（ジェシカの選出選挙区であることは同じ）。
シリューナガル
バーラト星系第6惑星。氷惑星であり、ヤン艦隊がアルテミスの首飾りを攻略するための氷塊を採集した。

バーミリオン星域
最も狭い意味での「バーミリオン星域会戦」の舞台となった星域。
パラス
730年マフィアの一人、ウォリス・ウォーリックの出身地。
パルメレンド
救国軍事会議のシンパがハイネセンでのクーデターに先立って蜂起した星の一つ。
バンプール星系
ダゴン会戦に先立ち、国防委員長となったヤングブラッドが以前に首相をしていた星系。
ファラーファラ星域
チュン・ウー・チェンより託された戦力をヤンのもとへ届けるために、ムライらが通った場所の一つ。自由惑星同盟外縁の辺境で航路も整備されておらず、艦隊が四散するほどの規模の恒星爆発がおこる場所。
ポリスーン星域
フレデリカと結婚したヤンと分かれたユリアンが、地球へ行く前に立ち寄った星域。この星域にあったダヤン・ハーン補給基地は放棄されていたが、「動くシャーウッドの森」が基地として活用した。
ポレヴィト星域
ランテマリオ会戦に先立って帝国軍が集結した星域。4つの惑星はすべてガス状で有人惑星は存在しない。
藤崎版ではフェザーンが伝説の存在とされるため、ユリアンの異動させられた行き先はこの星域となっている。また、ダヤン・ハーンが存在するのもこの星域内となっている。
マーロヴィア星域
宇宙暦789年時点、准将時代のビュコックがマーロヴィア星域方面管区の警備司令官を務めていた。
マスジッド
ヤンとパトリチェフがケーフェンヒラーをハイネセンへ連れて行く際に立ち寄った惑星。ケーフェンヒラーはこの星の宇宙港で息を引き取った。辺境でありバーラト星系への直行便はない。ただし、中継拠点としてそれなりに繁栄しているため、身元不明の死亡者等を冷凍保存するための施設があった。
マズダク
イゼルローン要塞とバーラト星系の航路上から離れた位置にある恒星。恋人に裏切られたドールトン大尉が200万人の帰還捕虜（の中に恋人もいた）とともに輸送船団まるごと突入しようとした。
マル・アデッタ星域
自由惑星同盟宇宙艦隊の最後の会戦となった星域。戦略的には重要ではないが、多数の惑星と衛星、小惑星帯が存在しており、ミッターマイヤーは「（非常に）戦いにくい場所」と評している。
藤崎版ではランテマリオ星域からフェザーン方面に6.5光年先に位置する、2つの赤色矮星の「マル・アデッタA」と「マル・アデッタB」が同一の重心の周囲をわずか4日で公転する連星系として登場する。
ライガール星域
こことトリプラ星域の間にはブラックホールが存在しており、その近傍でシュタインメッツとレンネンカンプの両艦隊がヤンの時間差各個撃破の餌食になった。
ランテマリオ星域
ハイネセンから最も近い無人星域。バーラト星系に最短で到達できる最重要拠点で、作中では2度も戦場となった。
リオヴェルデ星域
バーミリオン会戦においてロイエンタールが攻略に向かった星域。
リューカス星域
バーミリオン会戦においてミュラーが攻略に向かった星域。民需用の物資の集積基地があり、同盟軍が守備している。
ルジアーナ
同盟軍の造兵廠があった惑星で、バーラトの和約後も条約に抵触しない巡航艦、駆逐艦の建造を続けていた。大親征において、造兵廠の存在、また、同盟軍にとって中継基地としての存在価値があることから帝国軍の攻撃を受け、壊滅した。建造された艦艇も約半数が撃破されたが、デッシュ准将を始めとするもう半数は脱出に成功、イゼルローン要塞に向かった。
レサヴィク星系
「バーラトの和約」にしたがい同盟軍が戦艦・宇宙母艦の爆破処分を行おうとした星系。

### イゼルローン回廊周辺
帝国領と同盟領を隔てる宇宙空間に広がる航行不能の宙域の中、僅かに通り抜けられるトンネル状の宙域の1つ。銀河系を天頂付近から俯瞰すると銀河帝国の勢力が自由惑星同盟の方に伸びたその周縁部の三角形を成す頂点付近に位置し、帝国首都星オーディンより6250光年の距離にあり（正確には恒星アルテナまでの距離）、恒星アルテナ及び人工惑星であるイゼルローン要塞が存在する。
同盟の建国者たちはこの回廊を通過した。OVAではこの回廊を初めて発見して通過を試みたのはアーレ・ハイネセンと長征1万光年に参加した人々ということになっている。藤崎版でも同様であり、帝国側もそのように認識している。藤崎版ではフェザーン回廊と惑星フェザーンの実在が伏せられていたため、帝国・同盟共に両国を繋ぐ回廊はイゼルローン回廊が唯一の存在だと思われていた。
アルテナ
イゼルローン回廊に存在する壮年期の恒星。元来の惑星は持たず、人工惑星としてイゼルローン要塞が建設された。リップシュタット戦役の序盤で同名の星系が戦場となっているが、そちらとの関係は不明。11回にも及んだイゼルローン攻防戦や回廊の戦いなど、作中最大の激戦地であり、破壊された艦艇の残骸が帯状になって幾重にも漂っている。
アルトミュール（OVA）
イゼルローン要塞のあるアルテナ恒星系から自由惑星同盟方向におよそ6光年の場所にある恒星。極めて不安定な赤色巨星で惑星は全て砕けて多数の小惑星が周囲を取り巻き、イゼルローン回廊でも難所として知られている。帝国歴482年9月、帝国軍第237駆逐隊と同盟軍艦隊との間に小規模な戦いが起こったことがある。
カプチェランカ（Kapche-Lanka）
イゼルローン要塞から8.6光年ほど自由惑星同盟方向に入ったところにある極寒の惑星。公転周期は668日。その内600日以上が冬で、ほぼ毎日ブリザードが吹き荒れているため、上空からの攻撃は非効率とされる。豊富な鉱山資源を有しており、帝国軍と同盟軍によって小競り合いが続いている。但し、無くてはならないという土地ではなく、双方が相手に渡すまいという低次元の動機で激しい戦闘を繰り返していた。ラインハルトとキルヒアイスの最初の任地で、中佐時代のロイエンタール、ミッターマイヤーもこの惑星で戦った。
ヴァンフリート星系
イゼルローン回廊の自由惑星同盟側出口周辺の恒星系の一つ。恒星ヴァンフリートが不安定であるため、8個ある惑星全てが劣悪な自然環境となっており、入植は行われておらず、無人の惑星である。
藤崎版ではレグニッツァ上空戦の直前、ウランフ率いる同盟軍第10艦隊が橋頭保とするために派遣された。
ヴァンフリート4=2
恒星ヴァンフリートの第4惑星の第2衛星。幾つかの衛星（映像では4つの衛星が確認されている）のうち、最大の衛星である。大気中には酸素を含まず、表面での活動には宇宙服の着用が必須である。
ティアマト
イゼルローン回廊の自由惑星同盟側出口付近の恒星系の1つ。イゼルローン回廊内における最重要の戦略上の要地であり、しばしば帝国軍と同盟軍の会戦が行われた戦場である。
OVA『わが征くは星の大海』の設定資料によれば伴星と幾つかの惑星があり、それぞれフェニキアの女神ティアマトの夫や子供ないし子孫の名が付けられている。
レグニツァ
典型的な恒星系外縁部ガス惑星。カプチェランカの外周に位置する。第4次ティアマト会戦に先立ち、雲海の中でラインハルト艦隊と同盟軍第2艦隊の遭遇戦が起きた。

### フェザーン回廊
帝国領と同盟領を隔てる宇宙空間に広がる航行不能の宙域の中、僅かに通り抜けられるトンネル状の宙域のひとつで、惑星フェザーンが存在する。
藤崎版コミックでは存在自体がおとぎ話とされ、幼帝誘拐を利用したラインハルトらにより実在が突きとめられた。同作では回廊内には防空衛星や、ラープ門と呼ばれる重装備の防御システムが配置されている。また同盟領に対しては細い抜け道状の無名の航行可能領域がフェザーン商人によって秘密の商談を行うのに使用されており、ユリアンが帝国軍の侵攻察知に活用した。
フェザーン
フェザーン回廊に存在する恒星フェザーンと4つの惑星から構成される星系、及びその第2惑星（第2惑星以外は「高熱のガスの塊」とされる）双方の名称。また、それを領域として帝国暦373年に成立した自治領の名でもある。名目上は帝国に従属しているが、事実上は完全にちかい政治的独立を保っている。帝国・同盟双方との貿易で繁栄したが「神々の黄昏」作戦で帝国に占領され、後年、ローエングラム王朝の遷都令により帝国首都星となる。
惑星フェザーンは地球によく似た惑星だが、元来、大気に二酸化炭素を持たず植物が存在しなかった。このため緑化が進んだ本伝時期でも表面には岩砂漠の荒野が多い。
OVAでは軌道エレベータが建設されていた。

### その他
作中で登場、あるいは言及されているものの、具体的な位置情報が無いため分類が難しい惑星や星系。
バルドル星系
キルヒアイスの父が趣味で育てている、蘭の産地である星系。
無名の一惑星
長征一万光年の中継地。イオン・ファゼカス号で流刑地を脱出したアーレ・ハイネセンの一行が隠れて恒星間宇宙船80隻を建造し、のちの同盟領へと出立した。

## 建物・店舗など

### 帝国本土
拷問城（藤崎版）
オーディンのブラウンシュヴァイク家領内某所にある、切り立った岬の上に建てられた城。平民の老女を殺害して指輪を奪い取ったブラウンシュヴァイク家の縁者を軍規に照らして銃殺したミッターマイヤーが、フレーゲルの意を受けた安全保障局の人間に連行された末にこの城の牢内へと入れられ、フレーゲルの意を受けた拷問役の手で電磁鞭で打たれる拷問を受けた。また、フレーゲルはこの城について「貴族社会の暗部であり、多くの平民の血を流した場所」と豪語している。
シュワルツェンの館
フリードリヒ四世の没後、新無憂宮（ノイエ・サンスーシ）宮廷から退る姉アンネローゼと共に住む為に、ラインハルトが用意した館。
リップシュタット戦役の冒頭、フェルナー大佐は300名の部隊を率いてここの襲撃を企てるが、キルヒアイス率いる5000名の武装兵の護衛で未発に終わる。なお居住者はラインハルトとアンネローゼで、キルヒアイスは含まない模様。
キルヒアイスの死後、両者共ここを引き払い、アンネローゼはフロイデンの山荘に移り住み、ラインハルトは高級士官用官舎に移り住む。
海鷲（ゼー・アドラー）
オーディンにある帝国軍の高級士官クラブ。本伝4巻にて、負傷から復帰したミュラーが訪れ、同僚たちに顔を見せた。
OVAではラインハルト麾下の提督たちが集まるクラブとしてしばしば登場。その名の通り壁には海鷲の絵が掲げられており、また座席には海鷲を映し出すホログラム装置も置かれている。
新無憂宮（ノイエ・サンスーシ）
銀河帝国の首都星オーディンにあるゴールデンバウム王朝の皇宮。500年近くにわたり、ゴールデンバウム王朝の様々な宮廷陰謀やドラマが繰り広げられた舞台となった。
政権中枢である“東苑（オスト・ガルテン）”、皇帝一家の生活する“南苑（ズユート・ガルテン）”、後宮である“西苑（ヴエスト・ガルテン）”、猟園である“北苑（ノルト・ガルテン）”の四地区に分かれている。周辺も含めた広大な敷地には大小様々な宮殿が建てられ、その地下にはさながら迷路のように通路（万が一の脱出路）が張り巡らされているとされる。肉体的な強さを統治者の資格とみなした開祖ルドルフ大帝の信念のもと、エスカレーターや走路（ベルトウェイ）は一切存在せず、あえて機械力を使わない「王者の贅沢」としてすべてが人力で賄われている。警備も自動機械システムの類いを使わず、人間による警備に委ねている。総面積は66平方キロ、大理石の廊下の総延長は400キロにも及ぶ。臣民が見下ろす事は不敬だとして、周辺の官庁街に高層建築は無く、その主要部は地下に設けられている。
ラインハルトが帝国宰相となってからは宮廷費の大幅な削減により閑散としたものとなった。当然人間による警備も削減され、ランズベルク伯らがエルウィン・ヨーゼフ2世を誘拐するのに成功する一因となった。ローエングラム王朝成立後には歴史博物館となっており、改装中にユリアン達が訪れている。
ビュルガー
皇帝フリードリヒ4世が即位前の大公時代に出入りしていた酒場。フリードリヒは2万2000マルクの借金をしており、清算を迫られはいつくばって哀願された主人は「もし皇帝になったら20倍にして返済する」旨の証書と引き換えに帳消しにした。当時はフリードリヒ即位の可能性は低かったが、兄弟が後継闘争のあげく共倒れしたことで即位することとなり、44万マルクが返済された。
ポンメルン
外伝1巻に名前だけ登場するレストラン。ラインハルトにいわく「宇宙で2番目に美味なフリカッセ」を作るシェフが所属している。
ラインゴルド
クロイツナハIIIに存在する高級レストランで、窓からは惑星ゾーストを望む事ができる。カイザーリング退役少将が命の恩人であるキルヒアイスを夕食に招待した。
リンベルク・シュトラーゼのクーリヒ邸
新無憂宮正門（東西北のどの方向に向いているかは不明）から北に3キロ離れたリンベルク・シュトラーゼにある、クーリヒ（所有者）・フーバー（同居人）未亡人姉妹が1階に住む邸宅。少なくとも帝国暦486年2〜5月頃、その2階（それぞれの寝室・共同の居間とバスルームがある）をラインハルトとキルヒアイスは借りて住んでいた。ここでラインハルトは囚われたミッターマイヤーの救出を求めるロイエンタールの依頼を受け、それを成し遂げ両名の忠誠を得る。

### 同盟（新領土）
金ぴか亭（ガウディ）
宇宙暦640年頃にハイネセンにあった安ホテル。「売春宿ではない」とはホテルのオーナーが熱心に主張するところであるが、街の誰もそれを信じていない。リン・パオが複数の女性とベッドをともにしていたところ、ユースフ・トパロウルに軍司令部へ連れ戻された。
宇宙港
ハイネセン地表の宇宙港。作中では、本伝2巻において捕虜交換による帰還兵が到着する、本伝10巻で新帝国軍が艦艇を着陸させるなどの登場がある中央宇宙港のほか、第三宇宙港、査問会に召喚されたヤンを乗せた巡航艦レダⅡが着陸した軍用宇宙港、第二軍用宇宙港などの名が挙げられている。
アニメ両作では同盟軍の艦船はシャトルによって艦船と地上とを行き来しており、ハイネセン地表の宇宙港も軍の連絡艇の発着拠点として利用されている。OVA版長篇「新たなる戦いの序曲」では、ユリアンやジェシカがアスターテ会戦に出征するヤンとラップを見送った。
黒猫亭（ブラック・キャット）
士官学校の近くにあり、士官候補生を相手にする酒場が多くあるアルゼント街から2区画ほど離れたパウエル街にある酒場。ヤンが気に入っている酒場。
三月兎亭（マーチ・ラビット）
ハイネセン・ポリスにあるレストラン。手作りの落ち着いた雰囲気があるため、ヤンが気に入っており、物語の中でしばしばユリアンを連れて利用している場面がある。ヤンは昔からよく利用していた模様で、宇宙暦788年にエコニアから帰還した祝賀会の場所としてヤンがその名を挙げている。イゼルローンを陥落させて帰還した時、グリーンヒル父娘と同席している。
「神々の黄昏」作戦時には食料も配給制となっており、そのために「（食材不足のため）ローストビーフディナーくらいしか作れない」とウェイターがヤンに愚痴をもらしていた。
ホテル・ユーフォニア
ハイネセン・ポリスにあるホテル。新領土の総督となったロイエンタールがここに総督府を開設した。
ホテル・カプリコーン
ランテマリオの戦いを経てハイネセンに戻ったヤンが、官舎にいても一人ではどうしようもないと投宿したホテル。地上60階程度まであるかなり大きなホテル。
シャングリラ
ハイネセンポリスにあるホテル。バーラトの和約締結後に帝国の高等弁務官府（弁務官はヘルムート・レンネンカンプ上級大将）が設置された。
ラグプール刑務所
オーベルシュタインの草刈りによって逮捕/拘禁された同盟の要人が収監されていた刑務所。新帝国暦3年4月16日夜に暴動が発生した。
ミハイロフの店
ハイネセンポリスの公園近くにある終日営業のフードスタンド。ユリアンはこの店でフィッシュアンドチップスを買い、ヤンとビュコックに手渡した。二人はそれを食べながら、クーデター勃発時の対応を協議した。

### フェザーン
ヴェルゼーデ仮皇宮
柊館が焼失した後のローエングラム王朝の仮皇宮。元はゴールデンバウム王朝が弁務官の官邸として使用していた建物。ラインハルトが最期を迎えた場所となった。
柊館（シュテッヒパルム・シュロス）
フェザーンに於けるラインハルトの仮皇宮。約30室ある。元々はミッターマイヤー夫妻がフェザーンに住む為の住居として用意された建物だった。ミッターマイヤーが広すぎて嫌ったため、借り手も無くそのままになっていたが、ラインハルトがヒルダと結婚した時の住まいとして利用される事になった。しかし、柊館炎上事件において地球教徒のテロに遭い焼失した為、皇宮の機能はヴェルテーゼ仮皇宮に移された。
ホテル・シャングリラ
フェザーンにある、ごく平均的なグレードのホテル。新帝国暦3年1月29日、このホテルのパーティー会場で、ラインハルトとヒルダが結婚式を挙げた。
獅子の泉（ルーヴェンブルン）
新銀河帝国の首都星フェザーンに建設されたローエングラム王朝の皇宮。ただし着工竣工はラインハルトの死後であった。

## 要塞・軍事基地
イゼルローン要塞
作中しばしば戦闘の舞台となる、銀河帝国と自由惑星同盟の境界をなす宇宙要塞。
帝国領と同盟領を結ぶ「イゼルローン回廊」に存在する恒星アルテナの周囲を公転する、帝国の軍事拠点。直径60キロの人工天体で、表面を耐ビーム用鏡面処理を施した超硬度鋼と結晶繊維とスーパーセラミックの複合装甲を四重に配して覆っている（OVA版、DNT版、藤崎版では流体金属の「海」を外部装甲とする）。宇宙暦763年（帝国暦454年） - 宇宙暦767年（帝国暦458年）にかけて建設された。難攻不落をもって知られ、帝国は「イゼルローン回廊は叛徒どもの屍で舗装されたり」と豪語した。
宇宙港は2万隻の艦船が収容可能で、400隻を同時に修復可能な整備ドックや一時間で7500本のレーザー核融合ミサイルが生産可能な兵器廠、20万床のベッドを持つ病院などの設備を備えるほか、学校、劇場をはじめ生活・娯楽関係施設や、将兵の家族と各種施設の運営関係者など民間人の居住施設も存在し、軍人・民間人を合わせると500万人の人口を有する巨大都市でもある。
要塞主砲は「雷神の鎚」（トゥールハンマー。表記は「雷神のハンマー」とも。OVAでの声優の発音はトールハンマー）と呼ばれ、出力9億2400万メガワット、一撃で500隻の艦船を消滅させることが可能。同盟軍は多大な犠牲を払って要塞主砲の射程限界を把握しており、「D線上のワルツ・ダンス（ワルツ・ダンス・オン・ザ・デッドライン）」と呼ばれる、帝国軍を誘引する艦隊運動を可能にしている。「イゼルローン要塞主砲群」と表されることもあるが、原作では要塞表面の一光点から発射され発射持続時間は5秒未満、OVAでは8基のエネルギー発生装置が流体金属層を変形させて砲口部を形成したり（株式会社徳間書店刊ロマンアルバム銀河英雄伝説で田中精美が開示した設定によると、雷神の鎚ユニットは巨大な円板状で、常時は赤道帯北寄り＝司令部寄りの液体金属層底窪みに嵌まり込んで待機しており、発射時には液体金属層中を任意の発射位置へ自力航行、浮上発射する）、ノイエ版では1門の巨大単砲身砲となっていたり、漫画版や「エンサイクロペディア銀河英雄伝説」では要塞全面に存在する砲座の半数近くを同一目標に向けて一斉発射する戦術に対する呼称だったりと、メディアにより設定が異なる。要塞主砲以外にも要塞には砲座・機銃座・ミサイルランチャー（流体金属を使用する作品では自航潜行可能な浮遊砲台多数）などが約1万ヶ所設置され、直掩の航空部隊も配備されるなど、強力な武装が施されている。
帝国と同盟はこの要塞を巡って幾度も争い、7度目にしてヤンの手で同盟に占領される。後に宇宙暦799年（帝国暦490年）の「神々の黄昏」作戦の際には放棄されて一時帝国軍の手に戻るが、1年後の第10次イゼルローン攻防戦で再びヤンの手に戻った。それ以降、帝国の専制支配の象徴だったイゼルローン要塞は、民主共和主義者の独立の象徴となる。
OVA版では、株式会社徳間書店刊ロマンアルバム銀河英雄伝説で田中精美・加藤直之が開示した設定によると、内部は基本同径の円板状階層を南北に積み重ねた円柱状で、主動力炉を中心にした赤道面に向かって垂直に人工重力が作用し、両極の円柱が球殻に接してから先の空洞内に径が小さくなってゆく円板を積み重ねた宇宙港があり、宇宙港基部内部にはドック・工廠があり、田中は同北ドック最深部中心に司令部を設け、加藤は主動力炉直北に司令部を同直南に第二司令部を設けている。
藤崎版では建物の構造自体に独自の設定が追加されているほか、全体的にはルドルフの方針である「国民はなるべく自力で移動せよ」に従ってエレベーターの類が少なく、そのためイゼルローン要塞の司令官になったばかりのヤンは市街地を歩く中で若くて体力にもあふれたユリアンとは対照的に息を切らせていた。
後フェザーン
イゼルローン要塞内の一角にある士官用酒場で、読みは「ヒンターフェザーン」。本来は別の正式店名があるのだが、将兵たちからは皮肉を込めて「後フェザーン」としか呼ばれていない。とある士官の令嬢を巡る決闘によって大尉から中尉へと降格されたロイエンタールと、中尉に昇進してからイゼルローン要塞に赴任したミッターマイヤーが初めて出会った場所であり、帝国軍の「双璧」のルーツともいえる場所。
搭乗橋
藤崎版に登場する、イゼルローン要塞に備えられた可動式の、艦船と宇宙港を接続して乗員の移動を可能にするための設備。第7次イゼルローン攻防戦にて、帝国軍の諜報部隊に成りすました薔薇の騎士連隊が乗る巡航艦は第13艦隊から爆沈しない程度の直撃弾を受けて損傷し、エンジン出力が低下したことにより流体金属層の中で停止するも要塞側が搭乗橋を伸ばして接続することに成功するが、「重要情報を知っている艦長は死の淵にある」との報を受けたシュトックハウゼンが焦って自ら赴いた末に正体を現したシェーンコップらによって拘束され、これによって要塞の無血占領が確定した。
ガイエスブルク要塞
本伝2巻において貴族連合の本拠地、本伝3巻において帝国軍の移動要塞となる宇宙要塞。
「禿鷹の城」。帝国の軍事拠点で、帝国国内にあってイゼルローンに対抗しうる要塞とされる。直径40ないし45キロ、質量40兆トン以上の人工天体。波長100オングストローム、出力7億4000万メガワットの硬X線ビーム砲を要塞主砲（名称は石黒監督アニメ版では「ガイエスハーケン」（禿鷹の鉤爪）、藤崎竜版では「グングニル」（主神の槍）、DNT版では「ツヴァイヘンダー」（両手剣））とする。
OVAではイゼルローン要塞と同じく流体金属で覆われているが、建造から年月が経ち流体金属が蒸発し、内部の構造物が見え隠れしている外観となっている。加藤直之はデザイン段階において、構造物に囲まれた流体金属の「湖」の一つが禿鷹の模様に見えることからガイエスブルクと呼ばれるようになったと設定している。
リップシュタット戦役時に、貴族連合の拠点となり、ラインハルト率いる討伐帝国艦隊群に制圧された。その後、科学技術総監シャフト大将の提案で要塞の外側に12基ずつのワープエンジンと通常空間用エンジンを環状に増設することで移動要塞に改造され、イゼルローン要塞攻略作戦に使用された。しかし、その通常空間用エンジンの防御力が要塞本体に比べて劣る点をヤンに見抜かれ、12基の通常エンジンのうちの1基が艦隊の集中砲火によって破壊された。イゼルローン要塞へ衝突させるため全力推進中のエンジン1基の破壊によりガイエスブルク要塞は推進軸線が狂って制御不能の急スピンに陥り、さらに「雷神の槌」の至近射撃も受けて破壊された。
ガルミッシュ要塞
本伝2巻に登場する貴族連合軍の拠点。
帝国領内辺境のキフォイザー星域にある帝国軍の要塞で、球形の人工天体（OVA版では球体をW型に組み合わせた要塞）。リップシュタット戦役における門閥貴族連合リッテンハイム派の拠点となったが、ラウディッツ中佐らによるゼッフル粒子を使った自爆で1/4が失われ、帝国軍キルヒアイス艦隊により奪回された。
レンテンベルク要塞
本伝2巻に登場する貴族連合軍の拠点。
帝国領内フレイア星系にある軍事拠点で、小惑星丸一つを加工した要塞。イゼルローン要塞には及ばないが、100万単位の将兵と1万隻以上の艦艇を収容可能で、超光速通信（FTL）センター、通信妨害システム、艦艇整備施設、巨砲群などを有する。リップシュタット戦役における門閥貴族連合の拠点の1つとなり、ロイエンタール、ミッターマイヤー両将の陸戦隊と貴族連合軍の猛将オフレッサー上級大将率いる守備隊との凄惨な白兵戦の末に、ラインハルト軍が占領した。
シャーテンブルク
ローエングラム王朝成立後、新首都星フェザーンの安全保障上の要請から、フェザーン回廊の旧同盟領側出口に建設が開始された新要塞。名前の意味は「影の城」。
ドライ・グロスアドミラルスブルク
ローエングラム王朝成立後、新首都星フェザーンの安全保障上の要請から、フェザーン回廊の旧帝国本土側出口に建設が開始された新要塞。名前の意味は「三元帥の城」で、ラインハルト旗下で戦没したキルヒアイス・シュタインメッツ・ファーレンハイトの三元帥を偲んで命名された。ビッテンフェルトからは、提督の戦死者が増えれば名前も変わるのかと無粋な冗談を言われたこともある（実際にその後戦死者の列にコルネリアス・ルッツが加わる事となった）。
ダヤン＝ハーン
本伝6巻における、メルカッツ独立艦隊の拠点。
ポリスーン聖域にある、なかば破壊されて放棄された同盟軍の浮遊補給基地。メルカッツ独立艦隊が拠点としていたところに地球に向かうユリアン一行が訪れている。OVA版では、円筒の外側に資源採掘用の岩塊が張り付いているような外見で、円筒の内壁部分が宇宙船ドックとなっている。藤崎版ではかつては円状の基地であったのが朽ちて大穴が開いていたり、バラバラになったかのような物が3つ宇宙空間に浮かんでいるかのような外見である。
BIII基地（ベー・ドライ）
外伝「白銀の谷」の舞台で、幼年学校を卒業したラインハルトが配属され初陣を果たした。
惑星カプチェランカに存在する帝国軍の前線基地。司令官はヘルダー大佐。ドーム型の施設が幾つにも連なって基地を構成している。カプチェランカは戦闘機が使用できない気候のため、基地戦力としては防衛用砲台の他は機動装甲車が多数配備されている。基地の近辺には民間の資源採掘プラントが存在しており、本基地はそれらの防衛施設の役割も有している。しかし、慢性的な戦争によって怠惰しきった兵士達も多く、中には守るべき民間施設から女性を拉致し暴行しようとする兵士もいた。
OVAにおいては、ラインハルト達が基地から転出した半年後、同盟軍の再攻撃によって陥落、全将兵が玉砕している。
JL77基地
同盟シュパーラ星域に設けられた通信基地で、神々の黄昏作戦時には同盟軍の機能集約化拠点として情報収集にあたった。帝国軍ミッターマイヤー艦隊の進撃路に接していたが、基地司令官代行ブレツェリ大佐は統合作戦本部からの増援をあえて固辞し、無力な敵基地として捨て置かれることで攻撃を回避した。
エコニア捕虜収容所
外伝「螺旋迷宮」の舞台で、エル・ファシルで功績を挙げたヤンが参事官として赴任する。
自由惑星同盟軍の捕虜収容施設の一つで、佐官以下の帝国軍捕虜が収容される。ヤンが赴任した宇宙暦788年11月時点では、捕虜の総勢は55400名、勤務する兵士が3600名とされている。所長はバーナビー・コステア大佐。
捕虜たちの中には自治委員会が存在しており、同盟軍守備隊と折り合いをつけつつ生活を送っている。捕虜たちに寛大な体制と建設された惑星エコニアの立地から脱走や反乱を試みる帝国兵はほとんどおらず、外伝「螺旋迷宮」より52年前に一度おきたきりである。
かつては民主主義の良さを知らしめるため捕虜に対してかなりの高待遇で迎えたが、長年続く戦争の中で見栄を張る余裕がなくなり、現在では同盟軍の兵士と刑務所の中間的なレベルに落ち着いている。